# Fannia aequilineata
Fannia aequilineata är en tvåvingeart som beskrevs av Ringdahl 1945. Fannia aequilineata ingår i släktet Fannia och familjen takdansflugor.
Artens utbredningsområde är Sverige. Arten är reproducerande i Sverige. Inga underarter finns listade i Catalogue of Life.